# Sphingolipide

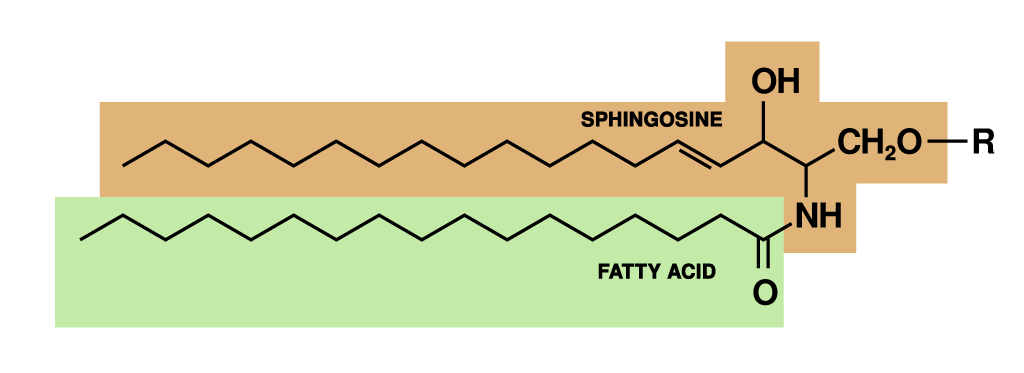
Structure générique d'un sphingolipide. Le groupe R peut être :
- un atome d'hydrogène pour un céramide,
- la phosphocholine pour une sphingomyéline,
- un ose pour un glycosphingolipide.

Les sphingolipides sont des lipides complexes, dérivés de la molécule de sphingosine, présents entre autres dans les membranes plasmiques. Ils résultent de l’amidification d’un acide gras sur une sphingosine. Ils jouent un rôle important dans la transmission du signal, et la reconnaissance des cellules. Sur la fonction alcool primaire de la sphingosine, peuvent s’ajouter différents substituants. En fonction de la nature du substituant, on distingue notamment les céramides, les phosphosphingolipides et les glycosphingolipides.
Les sphingomyélines, des phosphosphingolipides, sont les principaux constituants de la gaine de myéline. Ils sont formés par l’assemblage de la sphingosine liée à un acide gras par une liaison amide, et de la choline, liée à la sphingosine par une liaison phosphodiester.
La maladie de Gaucher est caractérisée par une accumulation excessive des cérébrosides, qui sont des glycosphingolipides.
Le nom des sphingolipides vient du Sphinx, en raison du caractère énigmatique de ces lipides au moment de leur découverte.